# Anemia pulchra
Anemia pulchra là một loài dương xỉ trong họ Anemiaceae. Loài này được Pohl, Prantl mô tả khoa học đầu tiên năm 1881.